# Gallus gallus domesticus
El gallo y la gallina (Gallus gallus domesticus) son la subespecie doméstica de la especie Gallus gallus, una especie de ave galliforme de la familia Phasianidae procedente del sudeste asiático. Los nombres comunes son: gallo, para el macho; gallina, para la hembra; pollo, para los subadultos y pollito, para las crías recién nacidas. Es el ave más numerosa del planeta, pues se calcula que el número de ejemplares supera los dieciséis mil millones.
Los gallos y gallinas se crían principalmente por su carne y por sus huevos. También se aprovechan sus plumas y algunas variedades se crían y entrenan para su uso en peleas de gallos y como aves ornamentales.
Es un ave omnívora. Su esperanza de vida se encuentra entre los cinco y los diez años, según la raza.

## Descripción

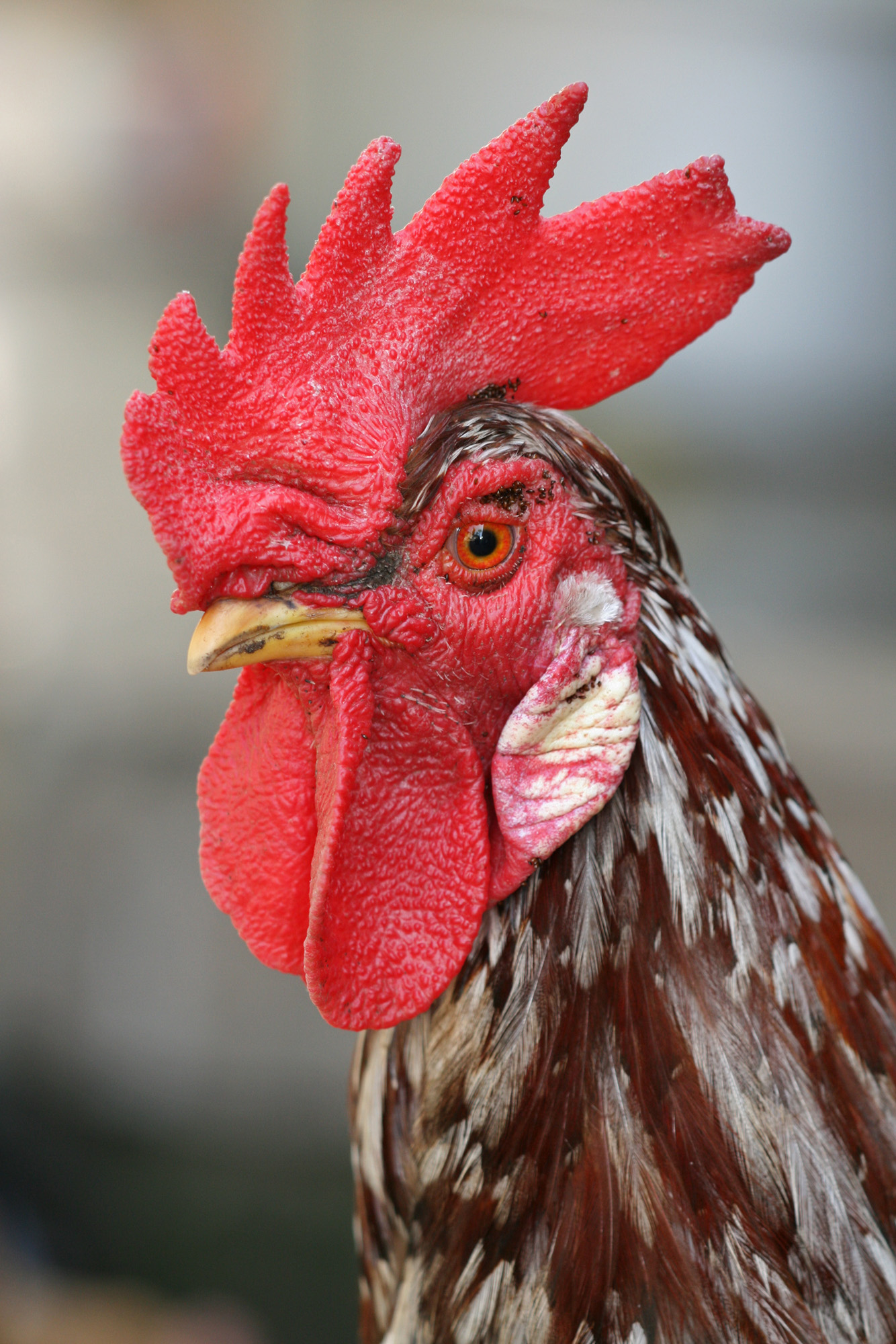
Cabeza de un gallo

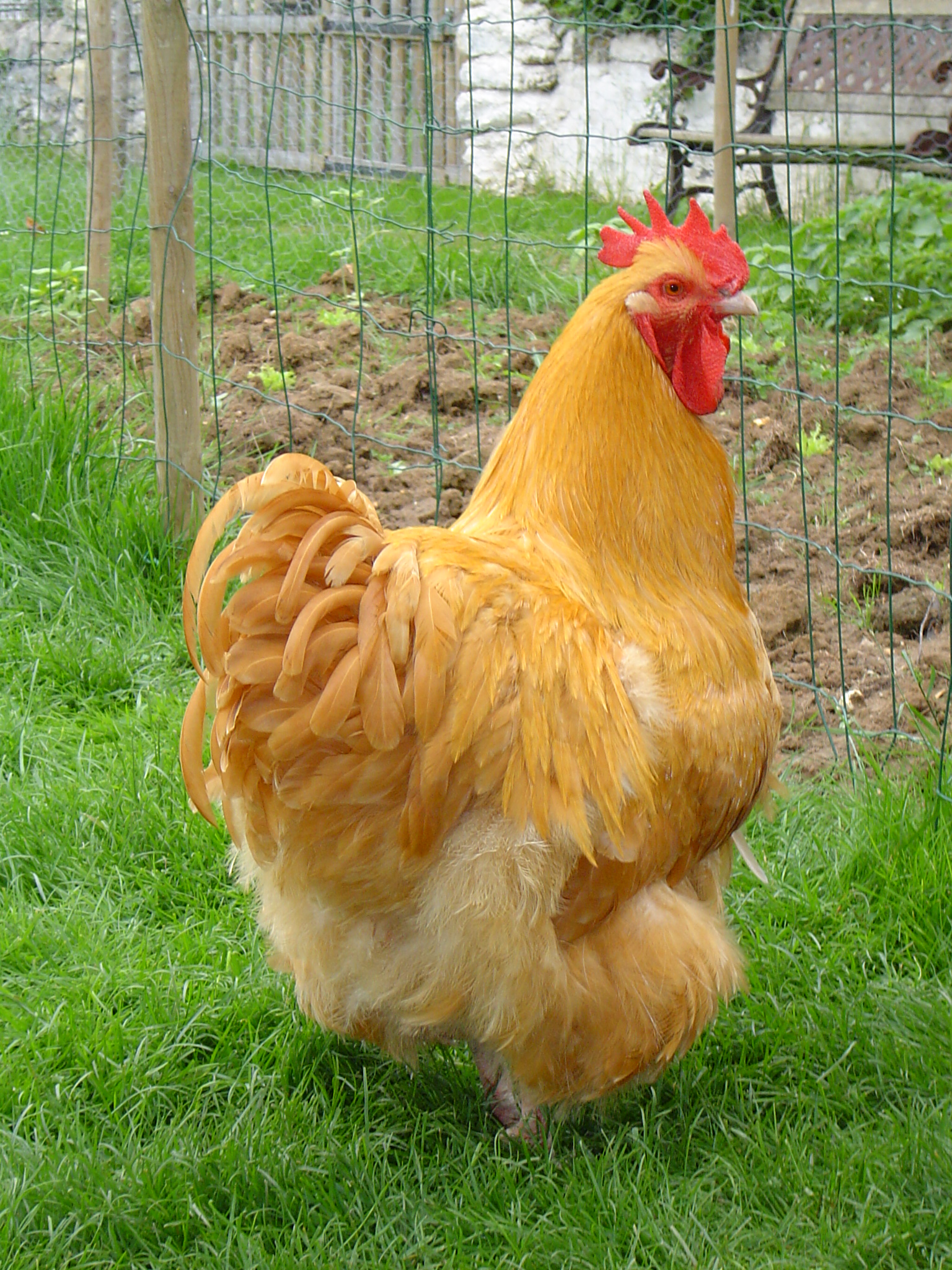
Gallina de la raza Orpington dorada

Poseen dos tipos de protuberancias carunculares en la cabeza: una cresta en el píleo y unos lóbulos que cuelgan a ambos lados del pico. El dorso lo cubre una capa de plumas doradas desde el cuello hasta la espalda.
Los gallos y las gallinas muestran un evidente dimorfismo sexual, y pueden distinguirse ambos a simple vista. Los machos son más grandes, miden aproximadamente 50 cm de altura y llegan a pesar hasta 4 kg. Poseen una gran cresta rojiza en la cabeza, la cual se interpreta como símbolo de dominancia. La cola está compuesta por plumas oscuras grandes y arqueadas que brillan de color azul, púrpura o verde bajo la luz. A ambos lados de su cabeza aparecen dos manchas blancas, que lo distinguen de otras especies cercanas, además de las patas grisáceas. En algunas razas las patas están provistas también de espolones.
Las gallinas son más pequeñas. No suelen medir más de 40 cm de altura y apenas llegan a 2 kg de peso. Poseen una coloración notablemente menos llamativa. Sus apéndices carnosos de la cabeza son también mucho menos prominentes.
En la estación de muda (de junio a octubre), los machos adquieren un plumaje compuesto por plumas largas y negras hacia la mitad del dorso, y el resto del cuerpo está cubierto de plumas anaranjadas. En las hembras no es apreciable ningún cambio, aunque igualmente mudan de plumas.
Existen estudios recientes que ponen de manifiesto genes latentes en el gallo doméstico para la producción de dientes en las mandíbulas.[cita requerida] También por el mismo motivo se descubrió que algunos pollos antes de nacer tienen una cola más larga, que luego se acorta al poco tiempo de nacer.

## Comportamiento

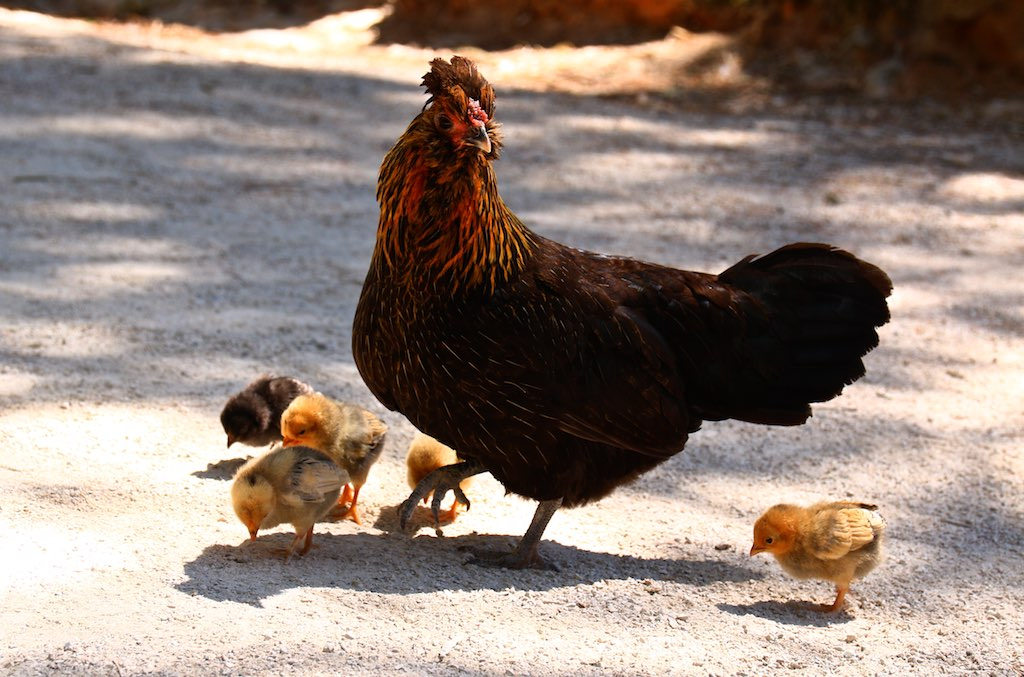
Una gallina con sus pollos.

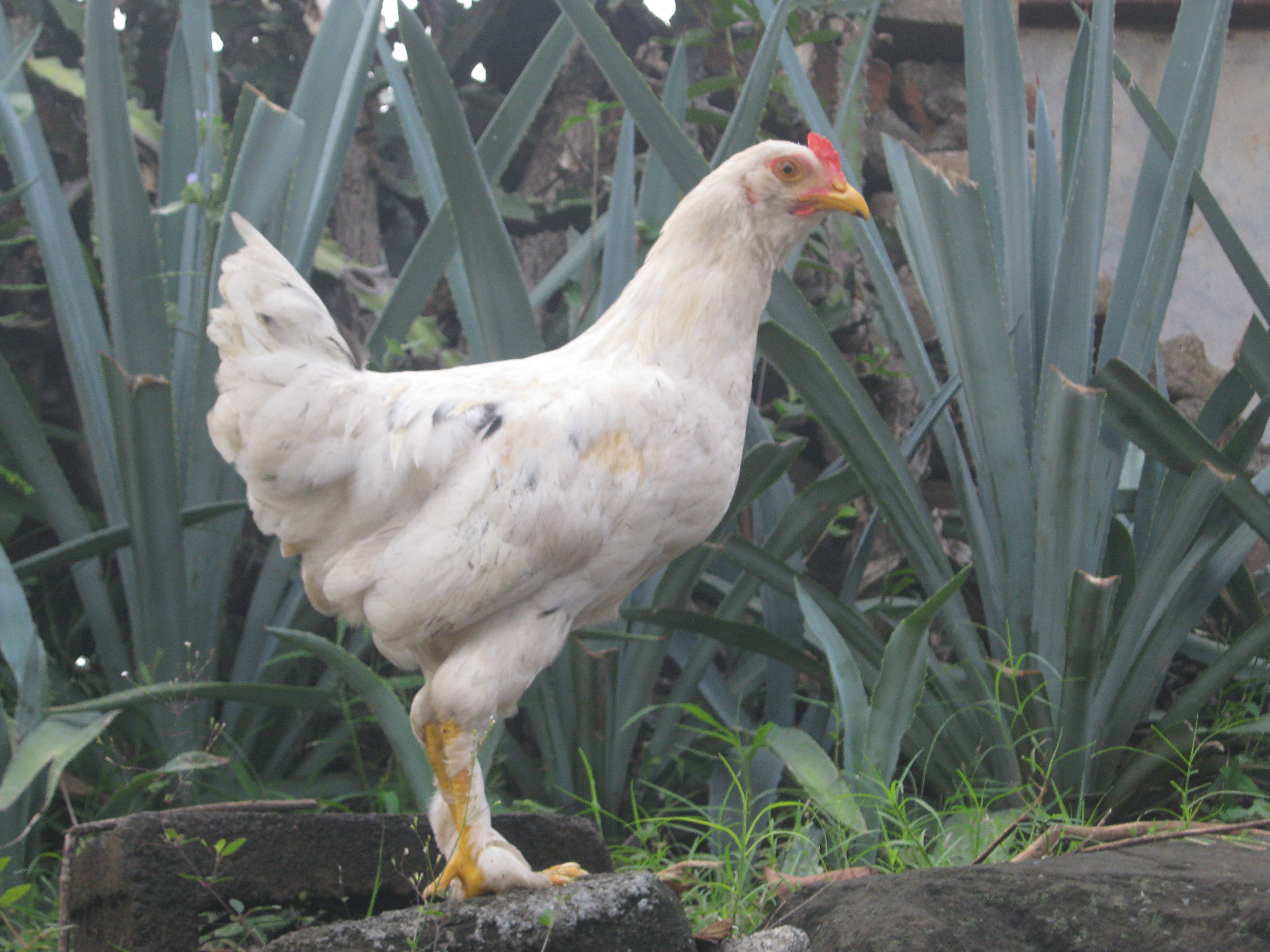
Un gallo blanco de cinco meses de edad

Son aves naturalmente gregarias, que han perdido gran parte de la facultad del vuelo debido a la selección artificial del ser humano. El gallo rojo salvaje vuela bien, hacia un lugar más elevado, para ponerse a salvo o para huir de posibles depredadores, aunque también se le puede ver volando a ramas altas de árboles para descansar. Si bien los ejemplares domésticos casi nunca hacen uso de su facultad de vuelo, las gallinas domésticas criadas en semilibertad vuelan a sitios elevados para pasar la noche. Los gallos domésticos pueden llegar a ser territoriales y violentos en algunas razas, aunque usualmente son buenos animales de compañía, fáciles de domesticar mediante alimentación a mano.
Poseen un sistema social característico con un orden jerárquico que comienza a desarrollarse a la semana de vida, y que a las siete semanas ya está completamente establecido. Hay un macho dominante, que domina sobre todos los demás, y un macho sometido a todos. Las gallinas tienen un orden jerárquico independiente y no entran en la dominancia de los machos.
La acción física de dominancia consiste en la elevación de la cola y la cabeza. La sumisión se muestra de forma opuesta, bajando la cabeza y la cola, agachándose e inclinando la cabeza hacia un lado. Las gallinas se sienten a salvo bajo la dominancia de un gallo, y solo se defenderán por la fuerza si se encuentran alejadas del gallo dominante. Si muere el gallo dominante, el siguiente en el orden jerárquico toma el puesto inmediatamente.
Las gallinas, como muchas aves, tienden a atacar a otras gallinas que muestren síntomas de enfermedad. Si ven el color rojo debido a una lastimadura en otra gallina, las demás no dejan de picotearla y le causan graves daños.

### Alimentación
Es omnívoro e insectívoro. No puede distinguir el sabor dulce y a la mayoría no les gusta el sabor salado. Recientemente se ha descubierto que los extractos de taninos condensados influyen significativamente en la fermentación, aumentando las concentraciones de algunos ácidos grasos como acetato, butirato y propionato. Las características estructurales de los taninos condensados que contienen altas proporciones molares de prodelphinidins (PD) o procianidinas (PC) podrían ser útiles para mejorar la eficiencia de la utilización del alimento en pollos.

### Canto
El gallo produce un sonido llamado canto (descrito mediante la onomatopeya "quiquiriquí" o "kikiriki"), siempre que no esté castrado (pollo capón). El gallo canta durante todo el día, si bien concentra sus cantos en ciertos períodos del día, como el amanecer, para lo que está programado genéticamente, el mediodía, la media tarde y a mitad de la noche, entre las tres y las cinco de la mañana. Estos cantos y los esporádicos que se suelen dar a lo largo del día, fuera de los períodos descritos, sirven como desafío territorial a otros gallos, para atraer a las hembras cercanas y como señal de aviso en general. También puede deberse a algún disturbio a su alrededor. Normalmente es un sonido más de tipo violento o alerta.
El gallo emite además otros sonidos, esta vez ya parecidos al que emite la hembra de su especie, llamado cacareo, y la onomatopeya usada para describirlos es "clo-clo" o "cocó". Este sonido lo emite sobre todo cuando se propone fecundar a alguna hembra o cuando ha encontrado comida, para llamar al resto de su familia. Este sonido es más de tipo tranquilo y familiar.
Es importante destacar que este comportamiento es mucho más usual en aves rurales, es decir, libres, si bien el canto lo emiten siempre.

## Reproducción
La estación de reproducción comienza en primavera y se prolonga hasta el verano, con la intención de que los pollos nazcan bajo el calor veraniego.

### Incubación y eclosión

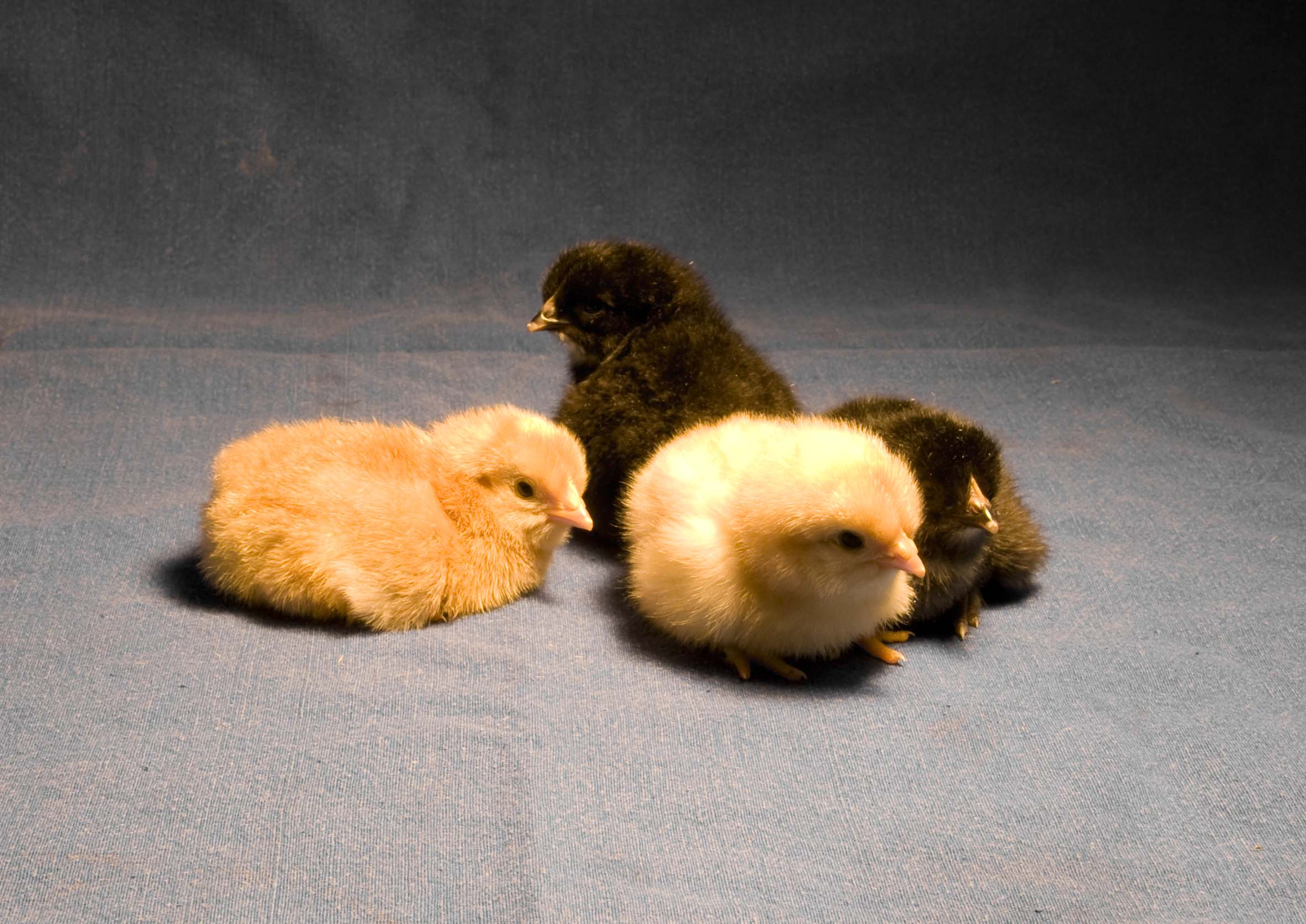
Los pollitos nacen totalmente recubiertos de plumón, que puede ser de tonos amarillos, pardos o de ambos.

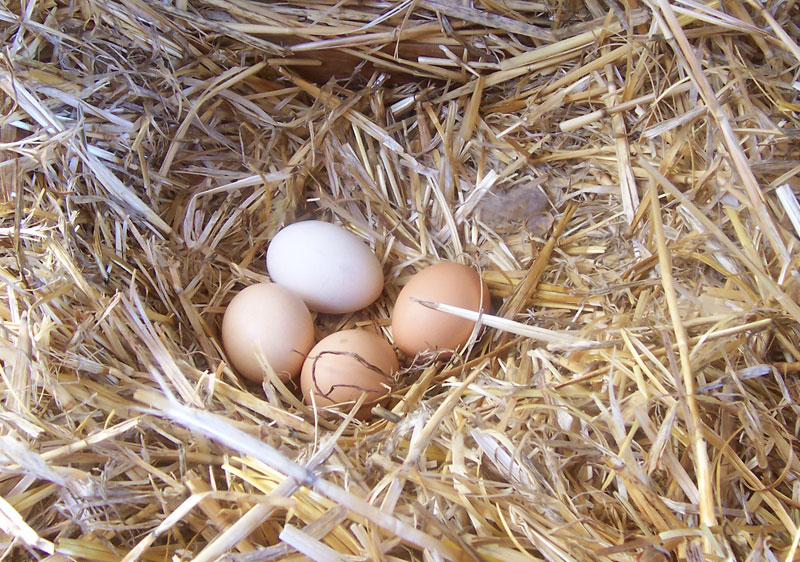
Los huevos pueden tener diversas tonalidades, según la raza.

Las gallinas ponen cada día durante varios días (entre 8 y 10) un huevo, en el que se desarrolla el embrión, y lo incubarán hasta que nazca, le darán calor y rotarán su posición durante veintiún días. Se conoce como gallina clueca a aquella que deja de poner huevos y se centra en empollarlos y protegerlos.
El embrión se nutre de la yema, que penetra en su interior por medio del ombligo. Al término del primer día el sistema circulatorio ya será operativo dentro del huevo, y la cabeza comenzará a tomar forma. Al quinto día se forman los órganos sexuales, al decimotercero se comienza a calcificar el esqueleto usando el calcio de la cáscara del huevo, y a los veintiún días el pollo está completamente desarrollado para comenzar a romper el cascarón, lo cual les puede llevar de diez a veinte horas. La gallina cacareará al oír piar a los polluelos, para motivarles a salir del cascarón.
Como no todos los huevos eclosionan al mismo tiempo, la madre continúa incubando durante dos días desde el nacimiento del primero de los polluelos, los cuales agotan los nutrientes de la yema que han absorbido antes de nacer. Entre las dos y cuatro semanas después de nacer los pollos ya tienen plumas, y a las ocho semanas ya tienen el plumaje del adulto. A las ocho o diez semanas son expulsados del grupo por sus madres para que formen el suyo propio o se unan a otro. A los cinco meses de edad alcanzan la madurez sexual, y suelen ser los machos quienes antes la alcanzan.

### Incubación artificial

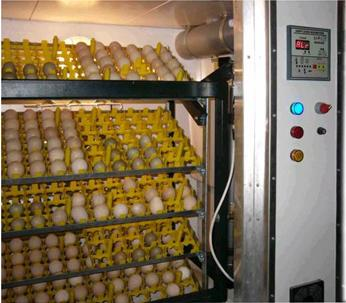
Incubadora de huevos

Los huevos de gallina pueden incubarse de manera artificial con resultados satisfactorios. Prácticamente todos los pollos saldrán del cascarón en aproximadamente veintiún días en condiciones apropiadas de temperatura (37 °C) y humedad relativa (55 %, que se eleva hasta el 70 % en los tres últimos días, a fin de ablandar la cáscara).
Muchas incubadoras artificiales de tamaño industrial pueden incubar miles de huevos al mismo tiempo, incluyendo rotaciones totalmente automatizadas para los huevos.

## Enfermedades
Las gallinas son altamente susceptibles a muchos parásitos, como los piojos, los ácaros, las garrapatas, las pulgas y los nematodos. Algunas de las enfermedades que afectan a las gallinas son las siguientes:
| Nombre                         | Nombre común                       | Causado por                                     |
| Gripe aviar                    | Gripe del pollo                    | Influenzavirus A de la familia Orthomixoviridae |
| Botulismo                      |                                    | Toxina botulínica de Clostridium botulinum      |
| Coccidiosis                    |                                    | Coccidiasina                                    |
| Resfriado común                | Catarro                            | Rhinovirus, coronavirus                         |
| Distocia (retención del huevo) |                                    | Huevo muy grande [cita requerida]               |
| Erisipela                      |                                    | Erysipelothrix rhusiopathiae                    |
| Virus de la leucosis aviar     |                                    | Alpharetrovirus                                 |
| Enfermedad de Marek            |                                    | Herpes virus                                    |
| Candidiasis                    |                                    | Candida albicans                                |
| Mycoplasma                     |                                    | Mycoplasma                                      |
| Enfermedad de Newcastle        |                                    | Paramixovirus                                   |
| Psitacosis                     | Ornitosis, enfermedad de los loros | Clamidophyla psitacci                           |
| Salmonella                     | Salmonelosis                       | Salmonella                                      |
| Pierna escamosa                |                                    | Parásitos                                       |
| Toxoplasmosis                  |                                    | Toxoplasma gondii                               |

## Historia de su domesticación

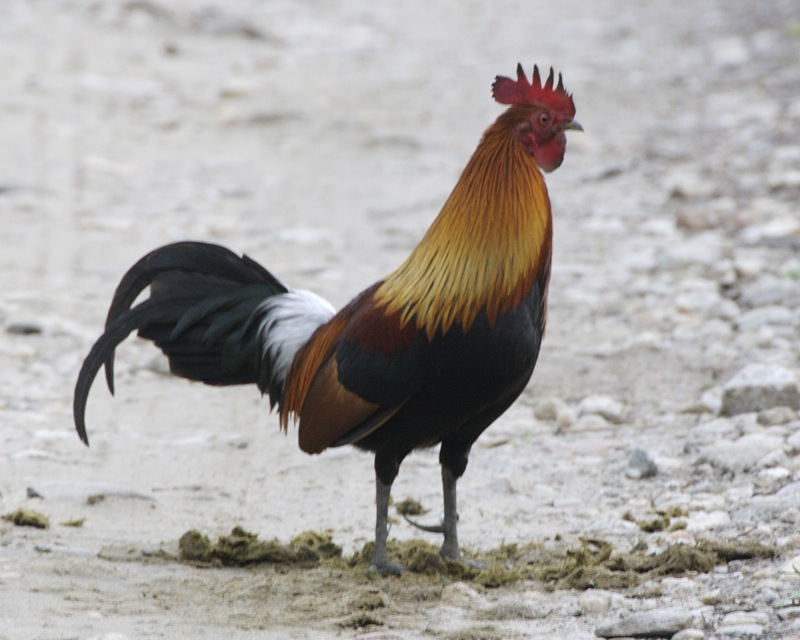
Los pollos domésticos son descendientes de los gallos silvestres del sudeste asiático.

Se considera al gallo bankiva (Gallus gallus bankiva) del sudeste asiático como el ancestro de los gallos y gallinas domésticos, con algo de hibridación del gallo gris (Gallus sonneratii). Se pueden definir tres fases principales en la historia de la domesticación y dispersión de las gallinas y gallos domésticos, basadas en evidencias arqueológicas, históricas e iconográficas: 
- La fase inicial puede que comenzara ya hace 7400 años, cuando el gallo se domesticó durante varios sucesos de domesticación independientes en el sudeste asiático y China. En el subcontinente indio, que también constituye una parte del rango de dispersión natural del gallo salvaje de bankiva, se han encontrado restos de gallos en unos pocos yacimientos del II milenio a. C., y normalmente se acepta que la domesticación ocurrió allí independientemente.[17]
- La segunda fase tuvo lugar en el III y II milenio a. C. e incluye la dispersión de esta especie fuera de su rango de distribución natural hacia Asia Occidental. Los primeros restos de gallinas y gallos en el Oriente Próximo se han encontrado en Irán, Anatolia y Siria, y se han datado en el III milenio a. C. o ligeramente antes. En Egipto los restos más antiguos conocidos de gallos son posiblemente incluso más tempranos. En esta fase temprana los restos de gallinas y gallos en los sitios arqueológicos son muy escasos y con frecuencia no están asociados con un aprovechamiento como alimento. Los registros históricos e iconográficos de Egipto, Mesopotamia y el Levante demuestran su presencia desde mediados del II milenio a. C. Todas estas fuentes tratan a estas aves (casi exclusivamente gallos) como animales exóticos, utilizadas entre otras cosas para la pelea de gallos y mostradas como exotismo en zoológicos reales.[17]
- La tercera fase supuso su introducción en Europa y la intensificación de su uso principalmente en este continente. Arqueológicamente los restos de gallos y gallinas se encuentran por primera vez en Europa a finales del siglo IX y VIII a. C. Su introducción en esta región se suele atribuir a los fenicios, que trajeron estas aves desde su tierra natal a sus colonias en el oeste. Esta teoría se basa en el hecho de que los primeros restos de gallos en Europa se han hallado en lugares fenicios, en su mayoría en Iberia. Textos griegos de la época demuestran también su presencia en Grecia desde el siglo VII a. C. o siglo VII a. C., procedente del comercio con fenicios y persas. Los restos más antiguos de Europa central (en la República Checa) son del siglo VIII a. C. Los hallazgos arqueológicos confirman la presencia continuada de gallos y gallinas en Iberia, así como en el sur de Francia y Grecia, durante la segunda mitad del I milenio a. C. Durante esta época estos animales siguieron teniendo un papel principalmente simbólico. Sin embargo, a partir de los siglos III y II hay indicios de que el consumo de estas aves y sus huevos ya estaba generalizado entre los pueblos helenísticos y romanos. Estos últimos extenderían esta costumbre a partir del siglo I a. C., tanto a los nuevos territorios conquistados como entre las naciones vecinas.[17]

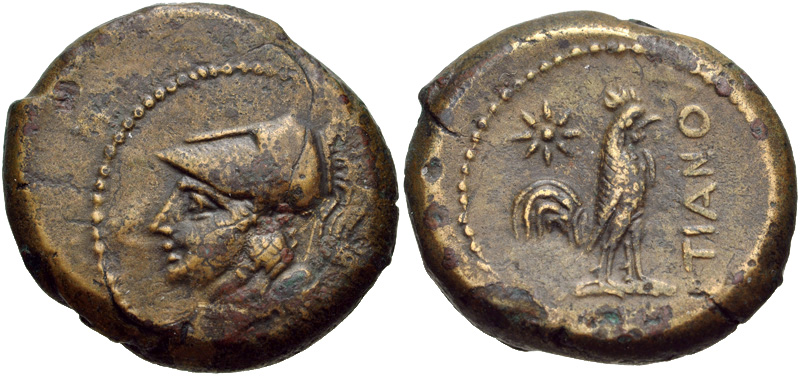
Gallo en una moneda griega del

En la Baja Edad Media se consideraba a las gallinas como carne fina. El pueblo también comía de esta carne. A finales de la Edad Media y en el Renacimiento europeo las gallinas toman una gran importancia en la alimentación.
Se creía que la gallina era el primer animal europeo que pisó el continente americano, dado que Cristóbal Colón embarcó gallinas en su segundo viaje. Las razones por las cuales Colón llevó a la gallina en su viaje fueron porque ocupaba poco espacio, su alimentación no era complicada y además producía huevos. No obstante, hay antecedentes de que en Chile, antes de la llegada de los europeos, los mapuches criaban una gallina con características especiales, la gallina mapuche.

### Consumo humano

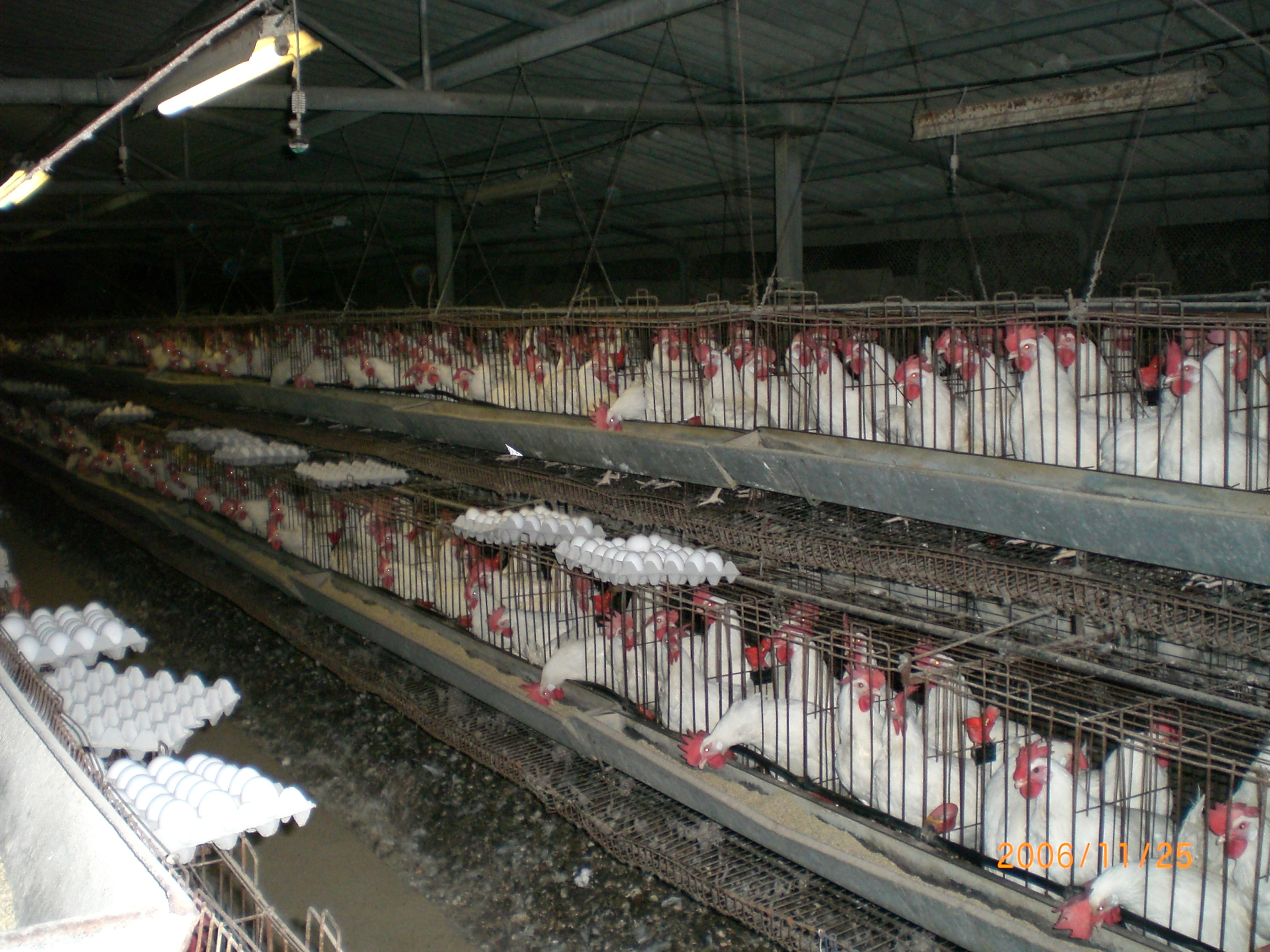
Gallinas de crianza

El pollo es uno de los animales más explotados a nivel mundial, debido a su relativa eficiencia, en términos de cantidad de alimento y tiempo de desarrollo, en comparación con otros tipos de animales consumidos por los seres humanos. Es tan popular que cada año se consumen más de treinta y tres millones de toneladas de sus músculos, tendones y grasa, y se producen unos seiscientos mil millones de huevos. El capón, la pularda, el pollo picantón y el pollo tomatero son hoy especialidades en la producción de carne de estas aves, muy apreciadas en la gastronomía.

### El pollo como alimento

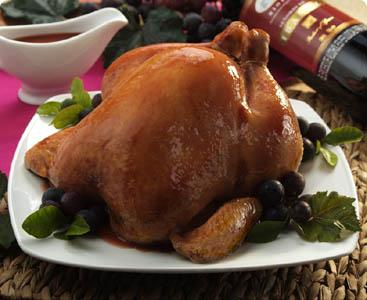
Pollo asado

La carne de pollo es una de las más consumidas en todo el mundo debido a su bajo coste. El pollo también es muy utilizado en los restaurantes de comida rápida. Cabe destacar que adquiere un gran valor nutricional debido a que se digiere más fácilmente que las carnes rojas. Sin embargo, es muy rico en purinas (como todos los productos cárnicos), por lo cual se debe evitar en caso de gota o de ácido úrico elevado. También se suele consumir la carne de gallo, sin embargo, hay que acotar que esta carne es más dura y toma más tiempo para cocinarse que la del pollo.

### Pelea de gallos

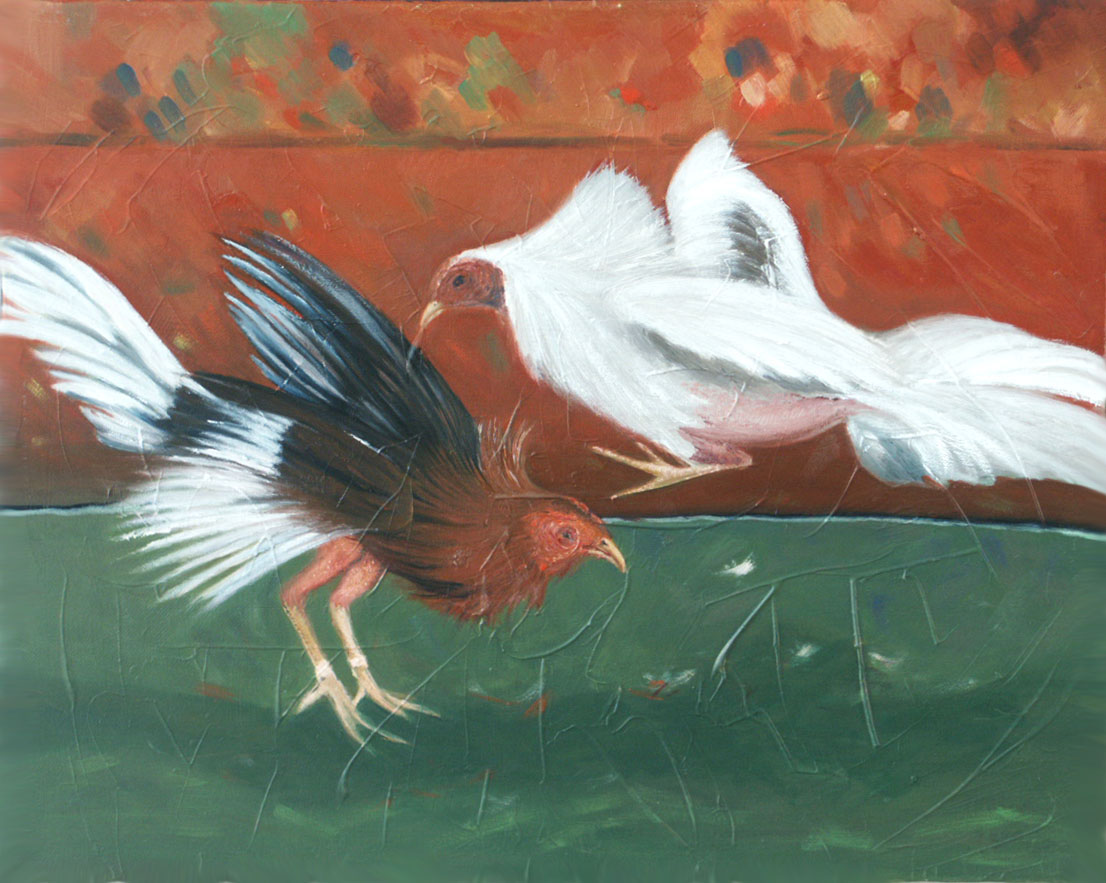
Una pelea de gallos (óleo).

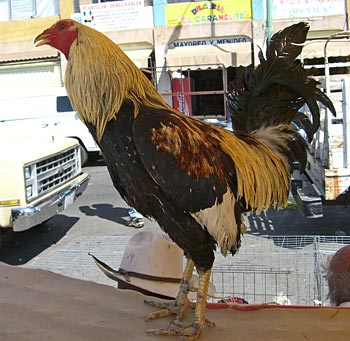
Un gallo de pelea

Las peleas de gallos son legales en la mayoría de países latinoamericanos, en regiones concretas de Francia, y en países de Asia como Filipinas. En muchos otros lugares, las peleas están estrictamente fuera de la ley. Normalmente se llevan a cabo en un área habilitada donde el ave que demuestra mejores cualidades en el combate se declara como ganadora, para lo cual debe dejar a su adversario inhabilitado para seguir peleando. El origen de estas peleas está en Asia. En China ya se celebraban hace 2500 años y es posible que mil años antes se hicieran en la India. En la antigua Roma eran presenciadas para adquirir valentía. Posteriormente, esta práctica fue llevada a América por los conquistadores españoles. Muchas personas defensoras de los derechos de los animales rechazan totalmente este tipo de acciones. Por ejemplo, en el estado de Florida se han creado leyes en defensa de estos animales con el argumento de que, por ser animales, son también seres vivos, y se les debe respeto.

### Como mascotas
Las gallinas son excelentes animales de compañía, dado que son muy nobles y nada agresivas. Los gallos entrenados para peleas suelen ser agresivos con otros gallos y en muy pocas ocasiones con los seres humanos. En algunas ciudades de los Estados Unidos se permite tener pollos como mascotas, pero esta práctica no está autorizada en todo el país. Los pollos generalmente son muy fáciles de cuidar, dado que su comida es barata; el reto mayor es el cuidarlos del ataque de depredadores como los mustélidos, los zorros, los perros, los lobos, los coyotes, los mapaches y los gatos.

## Arte y cultura
Esopo escribió una fábula titulada La gallina de los huevos de oro, acerca de una gallina que ponía un huevo de oro diario; su propietario, como era tan ambicioso, la mató pensando que iba a ser millonario al instante, porque dentro iba a encontrar un tesoro, pero descubrió que era igual que todas las demás gallinas y en consecuencia perdió el fruto abundante que le daba la gallina.
Debido al proverbial comportamiento huidizo de estas aves, en muchas partes es muy común utilizar la palabra "gallina" como adjetivo para designar a una persona miedosa.

## Simbolismo

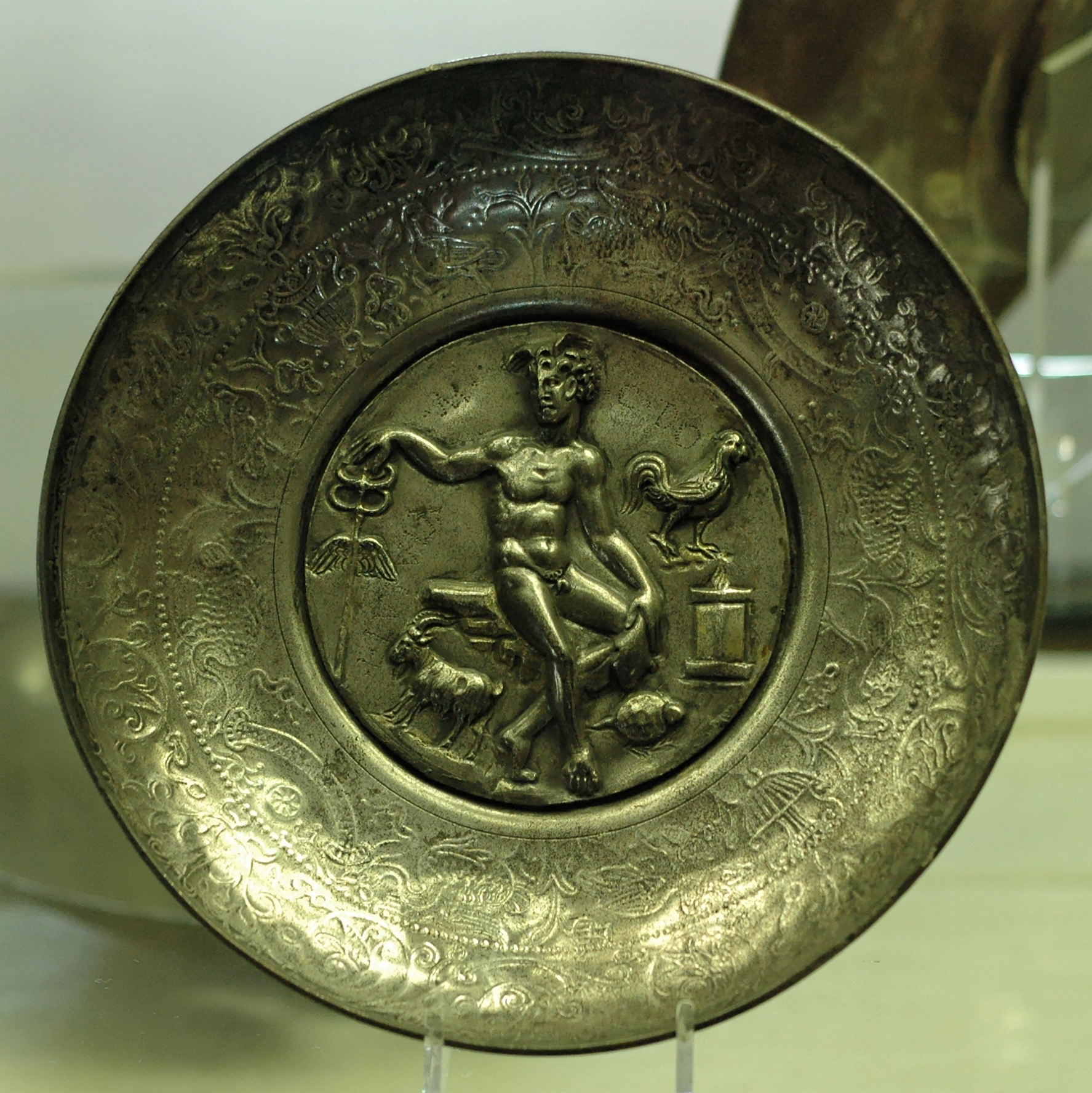
Mercurio, con gallo y caduceo.

"El gallo es símbolo de la vigilancia y de la actividad. Por esta razón se encuentra en los monumentos antiguos entre los atributos de Minerva y Mercurio. Indica también los combates y la victoria, porque prefiere morir que ceder. Se inmolaba a los lares y a Priapo. Se ofrecía también a Esculapio para la curación de los enfermos. Mercurialis refiere que, habiéndose dirigido a este dios un soldado ciego llamado Valerio Aper para recuperar la vista, el dios le respondió que era menester tomar la sangre de un gallo blanco, hacer un colirio con miel y frotarse con él los ojos tres días consecutivos. El soldado obedeció, sanó y dio gracias públicamente al dios. Quizás por esto, afirma Mercurialis, los antiguos han representado a Esculapio con un gallo sobre el puño. Las estatuas de Baco le representan alguna vez con un gallo a sus pies porque se le sacrificaba para la conservación de la viña. Los galos habían tomado el gallo en sus enseñas; puede ser la causa del equívoco latino de su nombre. Los franceses lo han tenido mucho tiempo por emblema".

## Razas

### Europeas
| - Alemanas - Alemana Imperial - Berger cantador - Augsburgo - Bielefelder - Cuclillo de Alemania - Dresde - Frisona Alemana - Hamburgo - Langshan alemana - austríacas - Altsteirer - Sulmtaler - Belgas - Brabanzona Belga - Brakel - Combatiente de Brujas - Combatiente de Lieja - Vascas - Marradune - Lepasoila - Beltza - Gorria - Zilarra - Españolas - Andaluza Azul - Sureña - Castellana Negra - Gallo combatiente español - De Mos - Ampurdanesa - Española carablanca - Extremeña Azul - Flor d'Ametller - Ibicenca - Indio de León - Mallorquina - Menorquina - Murciana - Paraíso - Pardo de León - Pedresa cántabra - Penedesenca - Pintarrazada - Pita Pinta Asturiana - Prat - Gallina del Sobrarbe - Serrana de Teruel - Utrerana - Chulilla valenciana | - Finlandesas - Gallina finlandesa - Francesas - Alsaciana - Aquitania - Ardenesa y Gallina Sin Cola de las Ardenas - Barbezieux - Borbonesa - Bourbourg - Bresse-Gauloise - Caumont - Caussade - Combatiene Francés del Norte - Charolesa - Contresa - Cou-nu du Forez o Cuello Desnudo de Forez - Crève-Coeur - Cuclillo de Flandes - Cuclillo de Rennes - Cuello Desnudo de Forez - Favorelles Clara y Oscura - Gascona - Gâtinaise - Gauloise Dorée - Gournay - Houdan - La Flèche - Limousine - Marans - Meusienne - Paticorta - Holandesas - Barnevelder - Brabanzona Holandesa - Breda - Cuclillo de Holanda - Drentse - Frisona Holandesa - Holandesa Moñuda | - Húngaras - Cuello Desnudo - Inglesas - Combatiente Inglés Antiguo - Combatiente Inglés Moderno - Cornish - Dorkings - Orpingtons - Redcaps - Sussex - Islandesas - Gallina islandesa - Italianas - Ancona - Caperuza Roja - Dorking - Leghorn o livornesa - Noruegas - Jærhøne noruega - Portuguesas - Amarela - Negra Lusitánica - Pedrés Portuguesa - Suizas - Appenzeller Barbuda - Appenzeller Moñuda |

### Americanas
| - Colombia - Fina - Criolla - De campo - Bolivianas - Fina - Criolla - Catalana - Chilenas - Araucana - Cubanas - Cubalaya - estadounidenses - Amrocks - Dominicana - Jersey Gigante - Plymouth Rock - Rhode Island Red - Wyandotte | - México - Gallinas ligeras (huevos) - Babcock - Hy-Line - Hisex Brown - Hisex White - Dekalb - - Gallinas pesadas (pollo de engorde) - Ross - Hybro - Cobb - Hubbard - Arbor Acres - - Gallinas semipesadas (ambos) - Rhode Island Red - Plymouth Rock Barred - Cruzas de las dos anteriores | - Peruanas - Criolla - Carioca - Ajiseco y Carmelo / Combatiente de Cañete e Ica - Uruguay - Bataraza - Gallineta - Venezuela - Gallina Criolla - * Gallina Fina - Gallina Pataruca - Gallina Papúa - Piroca |

### Asiáticas
- Chinas
  - Cochin China
  - Croad-Langshan
  - Pekín Rizada
- Indias
  - Asil
  - Brahma
  - Combatiente Indio

- Indonesias
  - Sumatra

- Japonesas
  - Fénix
  - Bantam japonés o Chabo
  - Onagadori

- Malasia
  - Combatiente Malayo

### Oceánicas
- Australianas
  - Australorp

## Galería de imágenes

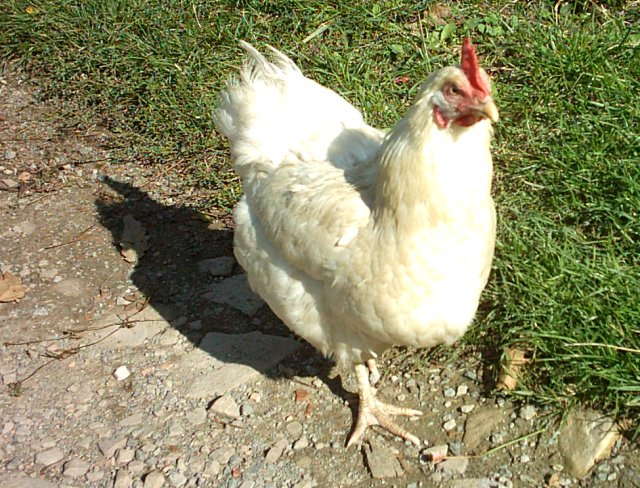
Gallina blanca
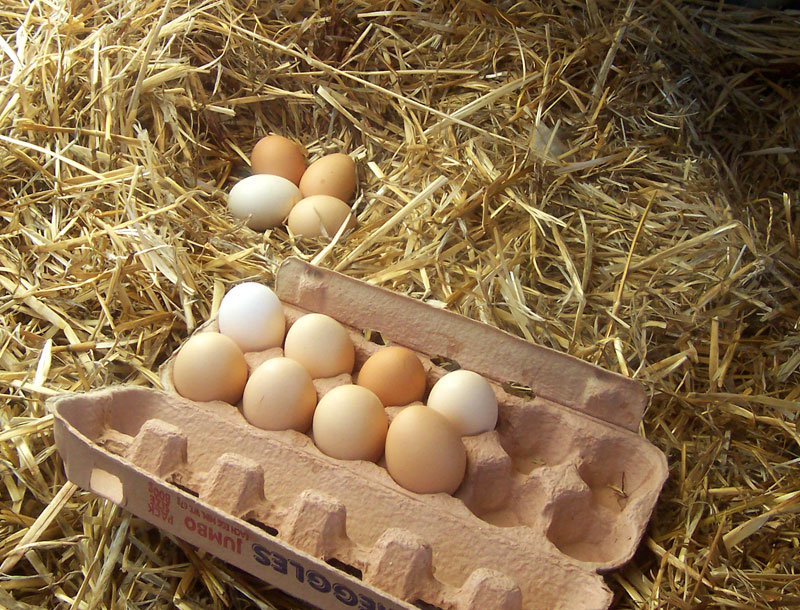
Huevos de gallina
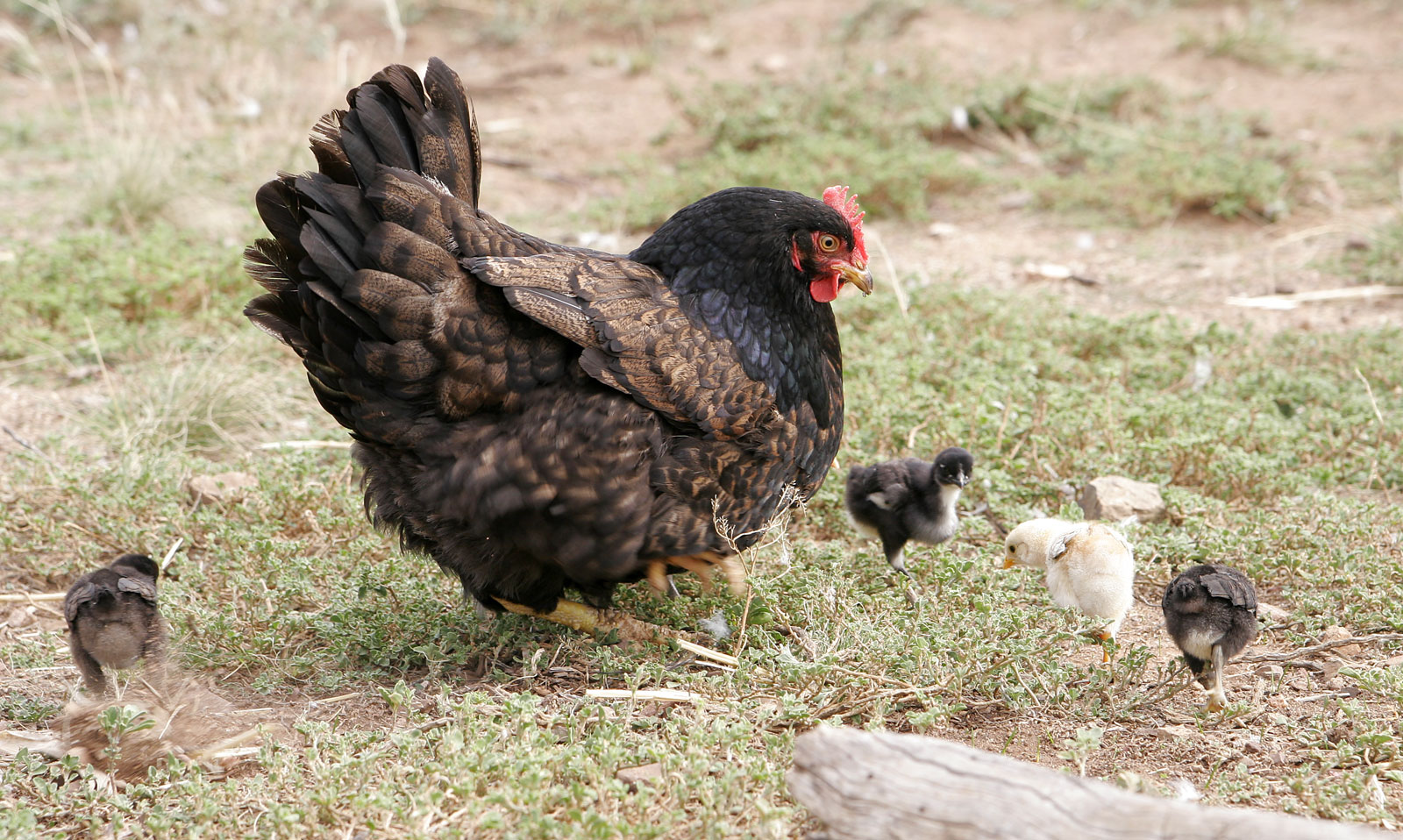
Gallina con sus polluelos
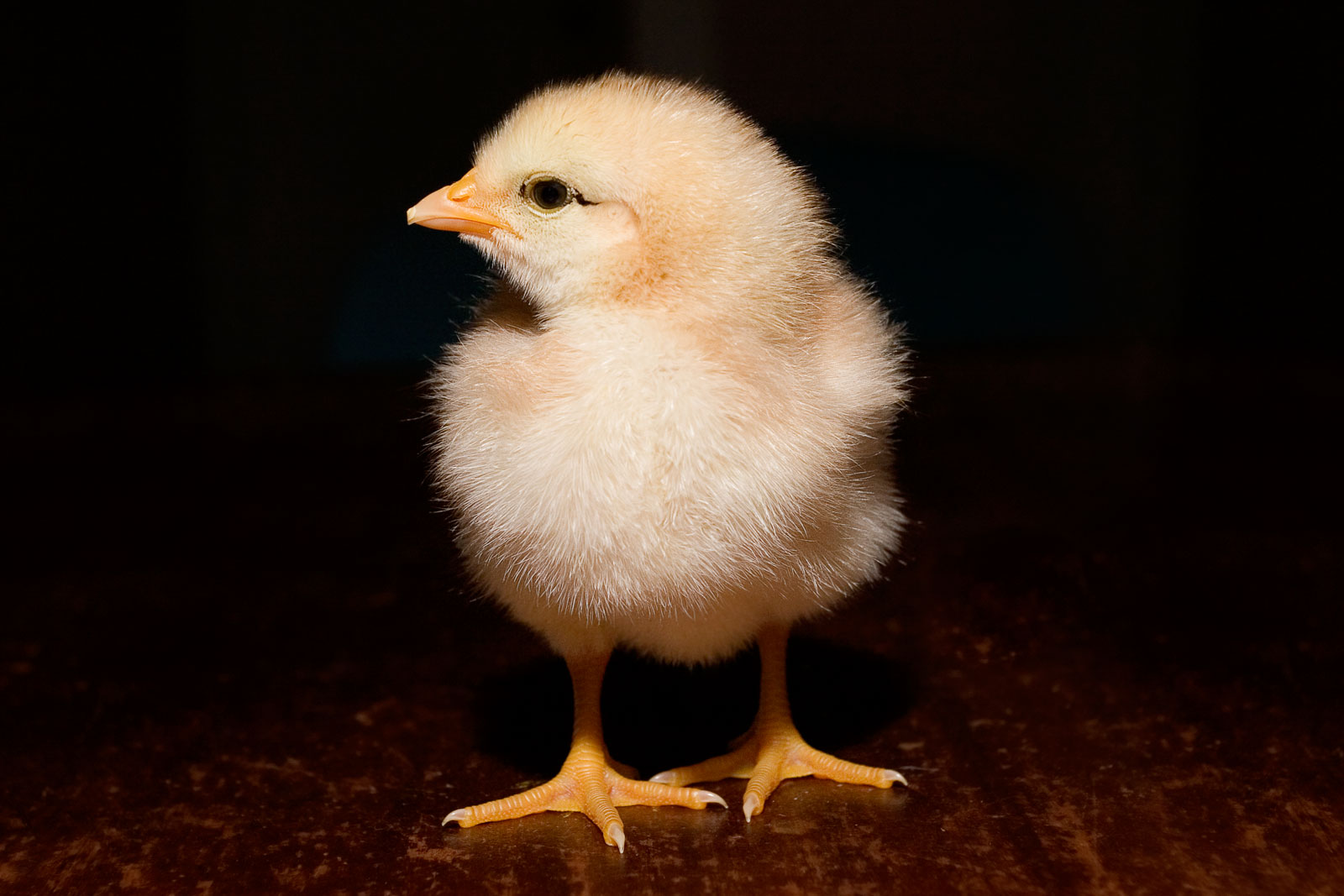
Polluelo de un día de vida
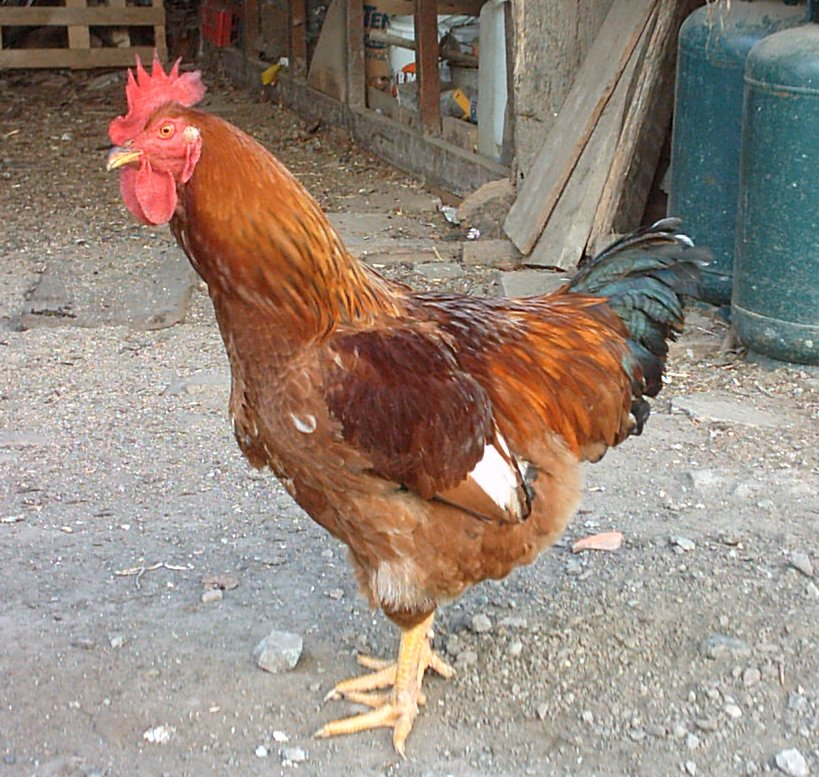
Gallo
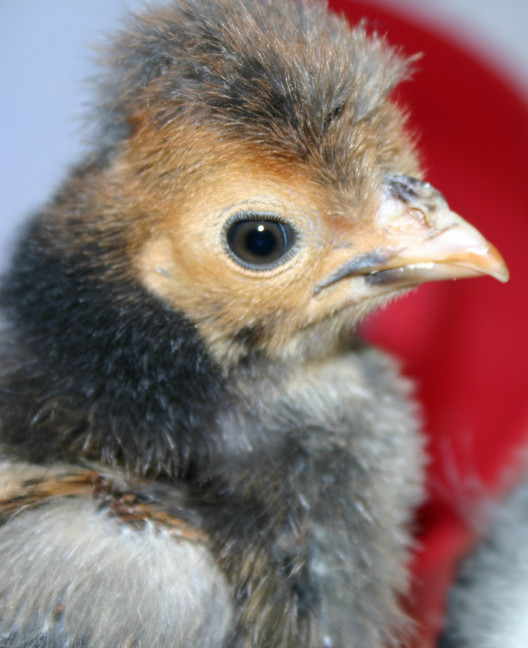
Polluelo
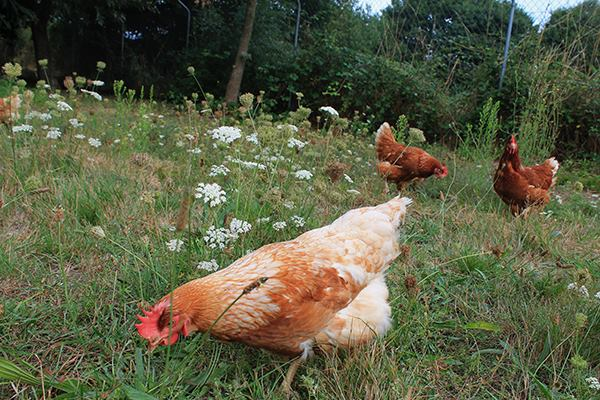
Gallinas en libertad de Pazo de Vilane
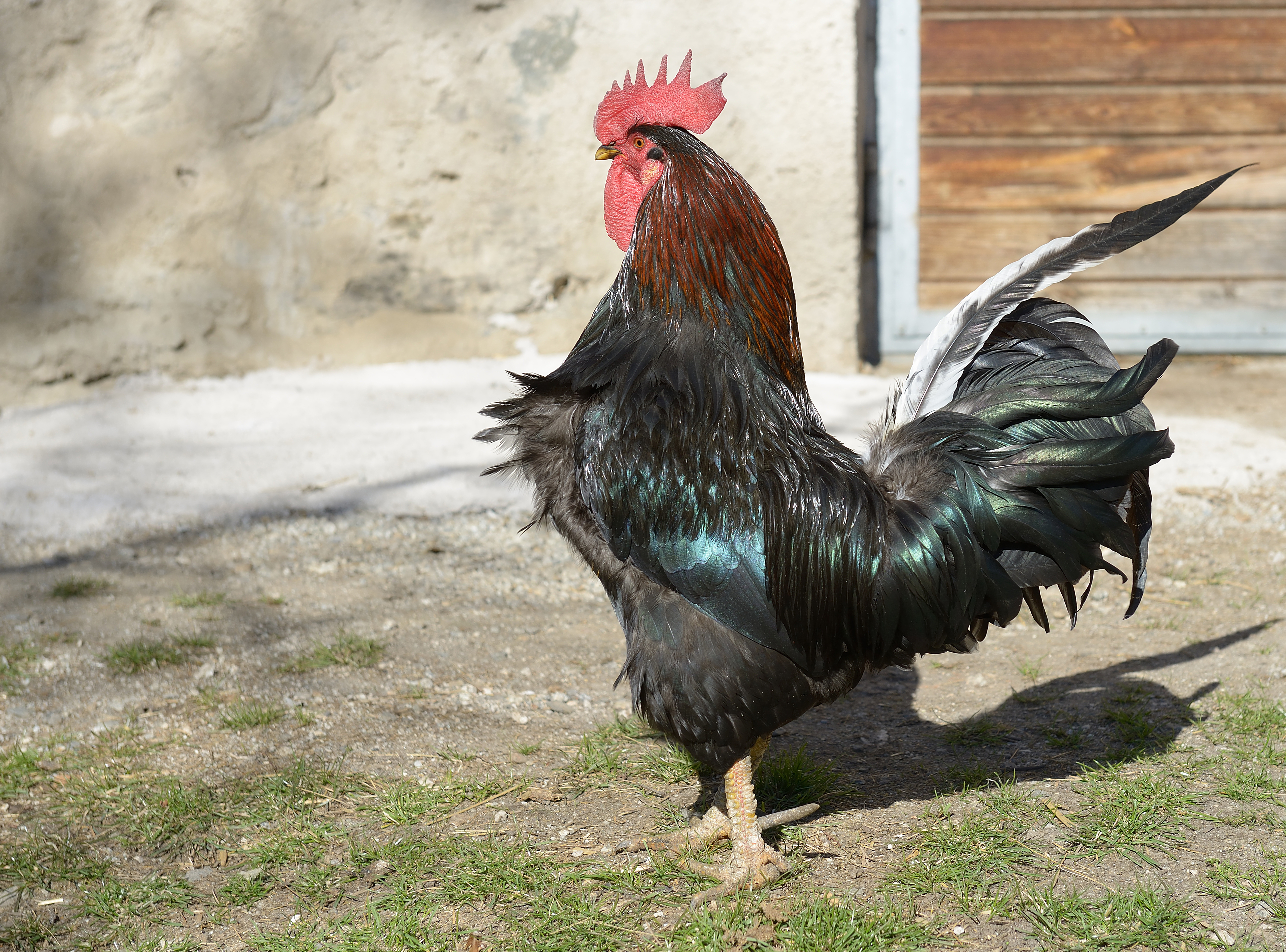
Raza Rooster
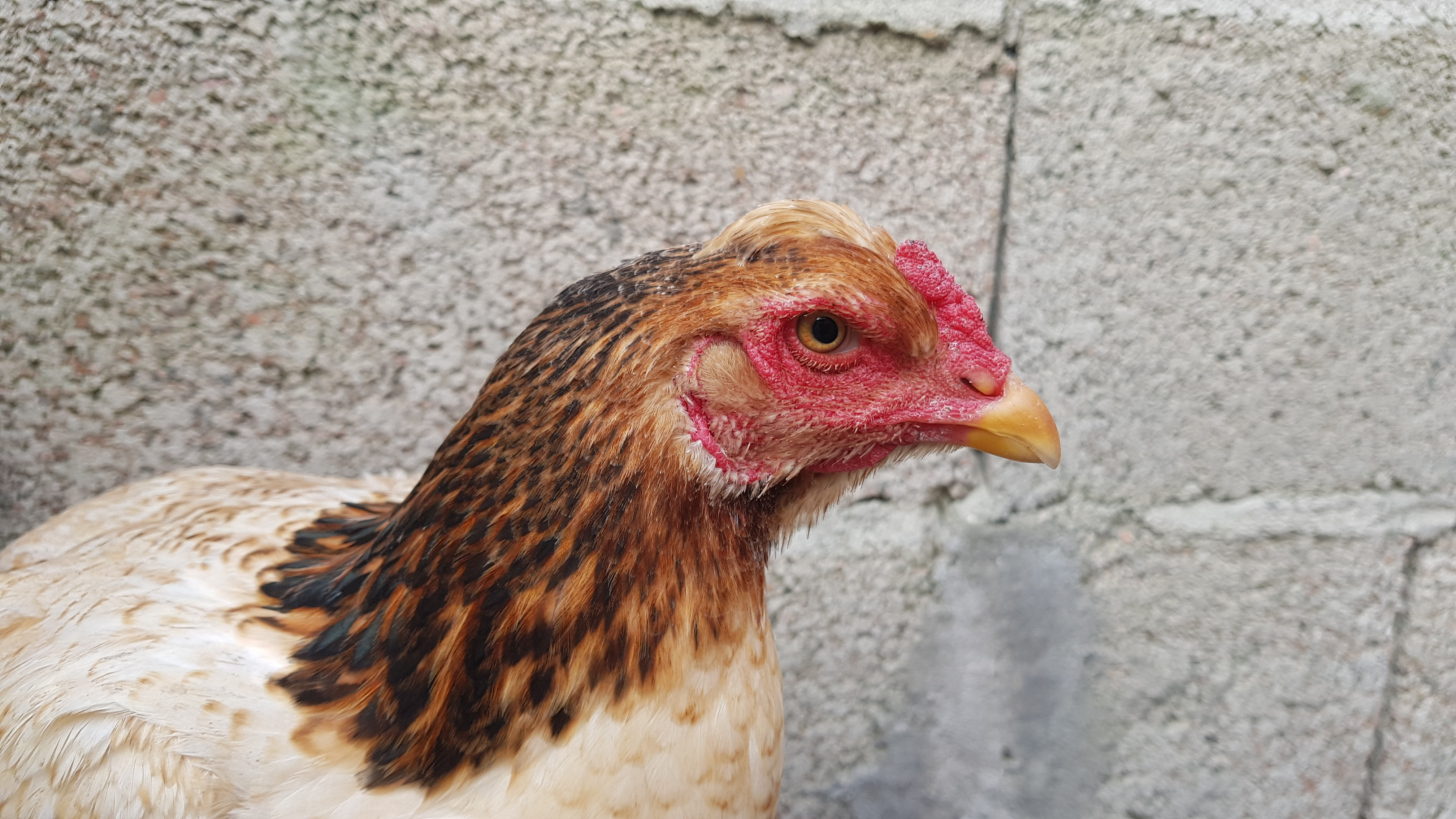
Gallina de riña